# Infezione delle vie urinarie
Un'infezione delle vie urinarie (in sigla IVU), anche chiamata infezione del tratto urinario, è un'infezione che colpisce una parte dell'apparato urinario.
Generalmente, quando l'infezione è a carico delle basse vie urinarie, è anche conosciuta con il nome di cistite semplice (ovvero infezione della vescica), mentre nel caso colpisca le vie urinarie superiori è anche conosciuta con il nome di pielonefrite (ovvero un'infezione del parenchima, dei calici e della pelvi renale, che può condurre all'insufficienza renale acuta o alla malattia renale cronica). I sintomi di un'infezione a carico delle vie urinarie inferiori riguardano la minzione che si presenta dolorosa, frequente e ripetuta (pollachiuria) e urgente, ovvero l'impossibilità di procrastinarla. I sintomi della pielonefrite includono invece la febbre e dolore addominale al fianco, oltre ai sintomi di infezione delle basse vie urinarie. Nell'anziano e nei soggetti molto giovani i sintomi possono essere vaghi o non specifici. L'agente che più spesso è in causa in entrambi i tipi di infezione è Escherichia coli, anche se, con minore frequenza, possono essere chiamati in causa altri batteri, virus o funghi. L'infezione delle vie urinarie si verifica più comunemente nelle donne rispetto agli uomini.
È stato calcolato che una percentuale variabile tra il 30% e il 50% delle donne abbia un'infezione del tratto urinario nel corso della sua vita. Le recidive sono estremamente comuni. I fattori di rischio sono molto vari e includono le caratteristiche anatomiche delle femmine (la cui uretra è decisamente più corta rispetto a quella maschile), i trascorsi sessuali e una storia di familiarità. Le pielonefriti, quando si verificano, in genere sono conseguenti a un'infezione della vescica e delle basse vie urinarie, ma possono anche derivare da un'infezione ematica.
La diagnosi per una giovane donna, precedentemente sana, può semplicemente basarsi sulla sintomatologia riferita. Nei soggetti con sintomatologia vaga la diagnosi può invece essere difficile, poiché i batteri possono essere riscontrati nelle urine anche senza che sia in atto un'infezione del tratto urinario. Nei casi più complicati, oppure in quei soggetti in cui il trattamento è fallito, l'esecuzione di un'urinocoltura può essere dirimente. Nei soggetti che presentano infezioni frequenti e ricorrenti, basse dosi di antibiotici e cicli di antibioticoterapia possono costituire una valida misura preventiva. Nei casi non complicati, le infezioni del tratto urinario sono trattate facilmente con un breve ciclo di antibiotici, talvolta semplicemente con chinoloni di prima generazione, quali per esempio l'acido nalidixico. Si deve tuttavia tenere presente che la resistenza agli antibiotici, utilizzati per trattare questo tipo di problemi, è in rapido aumento e che pertanto si potrebbe dover ricorrere a farmaci più potenti e gravati da una minore resistenza.
Nei casi più complicati può essere necessario ricorrere a un ciclo di antibioticoterapia di lunga durata, oppure all'utilizzo di antibiotici per via endovenosa. In questi casi, se i sintomi non migliorano nel giro di due o tre giorni, può essere necessario ricorrere a ulteriori accertamenti diagnostici. Nelle donne le infezioni delle vie urinarie sono il tipo più comune di infezioni batteriche: ogni anno circa il 10% delle donne sviluppa un'infezione delle vie urinarie.

## Storia

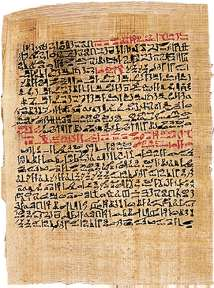
Una pagina del papiro Ebers (1550 a.C.) nel quale si ritrova una delle più antiche descrizioni di infezione delle vie urinarie

Le infezioni del tratto urinario sono state descritte fin dai tempi antichi. La prima descrizione documentata risale al 1550 a.C. nel cosiddetto Papiro Ebers, un papiro egizio scritto in ieratico contenente un grande numero di prescrizioni mediche. Nel papiro viene citato un rimedio per "eliminare l'urina che è troppo abbondante", ma il termine ieratico significa anche "spesso" e perciò molti studiosi ritengono che si faccia riferimento alla cistite con conseguente aumentata frequenza di minzioni. In un altro passaggio del papiro egiziano viene citata una condizione che comporta "emissione di calore dalla vescica" e il riferimento al bruciore minzionale appare molto chiaro.
Ippocrate riteneva che la malattia fosse causata dalla disarmonia dei quattro umori, mentre la medicina degli antichi Romani ampliava ulteriormente l'approccio conservativo sostenuto dai medici greci: riposo a letto, dieta, narcotici e ricorso alle erbe. Questi rimedi naturali per coloro che soffrivano di cistite si basavano in particolare sull'assunzione di tisane di ortica o equiseto, oppure sull'utilizzo di agrimonia e sedano.
Il medico bizantino Aëtius di Amida, vissuto intorno al VI secolo raffinò le prime rudimentali tecniche di uroscopia e creò una classificazione dettagliata delle malattie urinarie basata sulle osservazioni derivanti da questa tecnica.
Durante il Medioevo non si verificarono importanti progressi, anche se i trattamenti preesistenti furono ulteriormente migliorati. È necessario attendere il XIX secolo per avere le prime descrizioni precise e dettagliate di IVU, mancando tuttavia la consapevolezza che esse fossero causate da microrganismi. Nell'approccio empirico alla malattia non mancava il ricorso a clisteri a base di erbe, irrigazioni, salassi diretti, scarificazioni con coppa e salassi con utilizzo di sanguisughe.
A partire dal ventesimo secolo la scoperta dei microrganismi e il loro ruolo nel processo infiammatorio, associato all'invenzione dei primi antibiotici, cambiò completamente l'approccio e la gestione della malattia.

## Epidemiologia
Le infezioni delle vie urinarie sono in assoluto l'infezione batterica più frequente nel sesso femminile. Il picco di incidenza si verifica nella fascia d'età compresa tra i 16 e i 35 anni. Circa il 10% delle donne sviluppa almeno un'infezione ogni anno e il 50-60% è destinato a presentare un episodio nell'arco della loro vita.
La maggior parte degli uomini che sviluppa un'infezione delle vie urinarie presenta un'anomalia funzionale oppure anatomica del tratto genitourinario. L'iperplasia benigna della prostata, così come interventi invasivi diagnostico-terapeutici sul tratto genitourinario (cateterismo vescicale, uroscopia e altri), rappresentano le principali cause di infezione nel sesso maschile. L'infezione delle vie urinarie associata all'uso di catetere vescicale rappresenta in tutto il mondo la causa più frequente di infezione correlata a un trattamento sanitario.
Le recidive sono così frequenti da rappresentare quasi la regola: quasi la metà dei soggetti svilupperà una seconda infezione nell'arco di un anno. Le infezioni del tratto urinario si verificano con una frequenza che è quattro volte più elevata nelle femmine rispetto ai maschi.
Le infezioni, sia pure in genere autolimitanti, tendono a recidivare anche in soggetti che non presentano anomalie anatomiche o funzionali.
La pielonefrite è una complicanza dell'infezione che si verifica con una frequenza inferiore di 20-30 volte rispetto all'infezione di base. Le infezioni delle vie urinarie sono la causa più comune di infezioni acquisite in ospedale, e rappresentano circa il 40% del totale. La frequenza di batteriuria asintomatica aumenta progressivamente con l'età, circa del 2-7% nelle donne in età fertile, fino a un massimo del 50% nelle donne anziane ricoverate negli ospizi, case di cura, residenze sanitarie assistenziali. La frequenza di batteriuria asintomatica negli uomini con più di 75 anni di età varia tra il 7 e il 10%. Le infezioni delle vie urinarie possono interessare circa il 10% dei soggetti in età pediatrica. All'interno della popolazione pediatrica le infezioni delle vie urinarie sono più comuni nei maschi non circoncisi con meno di tre mesi di età, e a seguire nelle femmine con meno di un anno. Bisogna comunque considerare che le stime della frequenza dell'infezione tra i bambini variano ampiamente da casistica a casistica. Considerato un gruppo di bambini con febbre alta, di età compresa tra pochi giorni e i due anni, è stata diagnosticata un'infezione delle vie urinarie variabile tra il 2% e il 20%.

## Cause
██ Escherichia coli (UPEC) (75%)
██ Klebsiella pneumoniae (6%)
██ Staphylococcus saprophyticus (6%)
██ Enterococcus spp. (5%)
██ Streptococcus (3%)
██ Proteus mirabilis (2%)
██ Pseudomonas aeruginosa (1%)
██ Staphylococcus aureus (1%)
██ Candida spp (1%)

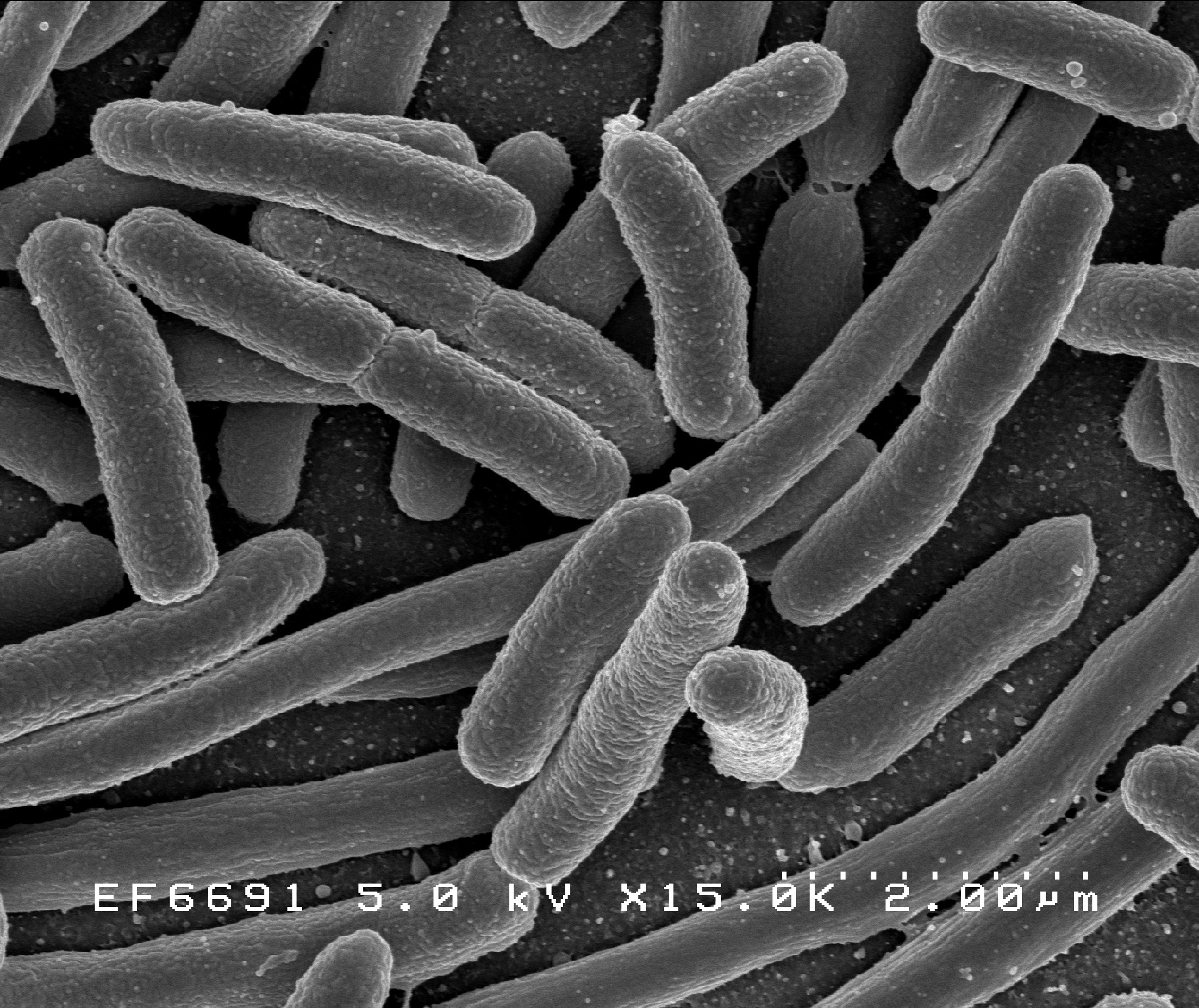
Bacilli di Escherichia coli osservati al microscopio elettronico

Escherichia coli è la causa di circa l'80-85% delle infezioni del tratto urinario. Un ulteriore 5-10% è causato da Staphylococcus saprophyticus. In rari casi l'infezione può essere sostenuta da virus oppure funghi, come per esempio Candida albicans, in particolare in soggetti immunodepressi o ricoverati in unità di cure intensive.
Altri batteri possono essere in causa in un'infezione del tratto urinario. Fra questi: Klebsiella, Proteus, Pseudomonas, e Enterobacter. Questi batteri vengono identificati raramente e le infezioni da essi sostenute sono in genere legate ad anomalie del sistema urinario oppure a cateterismo urinario. Le infezioni delle vie urinarie dovute a Staphylococcus aureus in genere si verificano secondariamente a invasione del torrente ematico.

### Sesso
Nelle giovani donne sessualmente attive, l'attività sessuale risulta essere la causa del 75-90% delle infezioni della vescica, con un rischio di infezione correlato alla frequenza dei rapporti sessuali.
Il termine "cistite della luna di miele" è stato applicato a questo fenomeno di IVU frequenti durante i primi giorni e settimane del matrimonio. Al contrario nella post-menopausa, l'attività sessuale non sembra influire sul rischio di sviluppare una IVU. L'uso di spermicida o di profilattico trattato con spermicida, e in particolare il nonoxinolo-9, indipendentemente dalla frequenza dei rapporti sessuali, aumenta invece il rischio di IVU.
Le donne sono molto più inclini a sviluppare un'infezione del tratto urinario rispetto agli uomini, perché nelle femmine l'uretra è molto più breve e posta più vicina all'ano. Va inoltre ricordato che la diminuzione dei livelli ematici di estrogeni, che nelle donne si verifica con la menopausa, comporta un aumentato rischio di infezioni del tratto urinario a causa della perdita del valore protettivo della normale flora batterica vaginale.

### Cateterismo delle vie urinarie
Il cateterismo urinario aumenta in modo marcato la possibilità che si verifichino infezioni a carico delle vie urinarie. Il rischio di batteriuria (la semplice presenza di batteri nelle urine, da non confondere con il concetto di urosepsi) sembra collocarsi tra il 3% e il 6% al giorno. Per ridurre questo rischio è stata proposta la profilassi antibiotica, che tuttavia non appare efficace nel ridurre le infezioni sintomatiche. In uno studio del 1997 è emerso che praticamente il 100% dei soggetti cateterizzati sviluppa un'infezione del tratto urinario entro 30 giorni dalla procedura.
Il rischio che alla procedura si associno delle infezioni può essere diminuito considerevolmente se si procede alla cateterizzazione solo quando è effettivamente necessario, usando una tecnica asettica per l'inserimento, mantenendo l'estremità di drenaggio del catetere pulita e chiusa cambiando periodicamente i dispositivi e infine scollegando la sacca di drenaggio dal catetere il più raramente possibile.

### Altri fattori
In alcune famiglie è stata accertata una predisposizione per le infezioni della vescica. Altri fattori di rischio includono il diabete mellito, una marcata iperplasia della prostata, il non essere circoncisi. Fattori associati a complicazioni non sono stati ben determinati e restano piuttosto vaghi: tra questi si segnalano la predisposizione anatomica, anomalie funzionali, anomalie metaboliche. Un'infezione delle vie urinarie complicata è più difficile da trattare e di solito richiede più di una valutazione, trattamento e follow-up decisamente più aggressivi.
Nei bambini le infezioni delle vie urinarie sono associate a reflusso vescico-ureterale (una malattia che si caratterizza per il reflusso di urina dalla vescica all'uretere e alla pelvi renale) e costipazione. I soggetti con lesione del midollo spinale sono ad aumentato rischio di infezioni del tratto urinario, in parte per un uso cronico del catetere, e in parte a causa di alterazioni dello svuotamento vescicale. In questa popolazione è in assoluto la causa più comune di infezione, così come la causa più comune di ricovero ospedaliero. In passato a questi soggetti è stato consigliato l'utilizzo di un succo di mirtillo o di integratori di mirtillo, tuttavia queste sostanze sembrano del tutto o quasi inefficaci sia nella prevenzione che nel trattamento.

## Patogenesi
I batteri che causano infezioni delle vie urinarie in genere penetrano nella vescica attraverso l'uretra, tuttavia l'infezione può avvenire anche tramite il sangue o la linfa. Si ritiene che i batteri che colonizzano l'uretra provengano dall'intestino. Le femmine sono decisamente più a rischio a causa della loro anatomia: la breve uretra e la maggiore vicinanza dell'ano favoriscono infatti l'infezione. Dopo essere penetrati in vescica alcuni batteri, e in particolare Escherichia coli, sono in grado di attaccarsi alla parete della vescica e formare un biofilm che è in grado di resistere alla risposta immunitaria dell'organismo ospite.

## Segni e sintomi

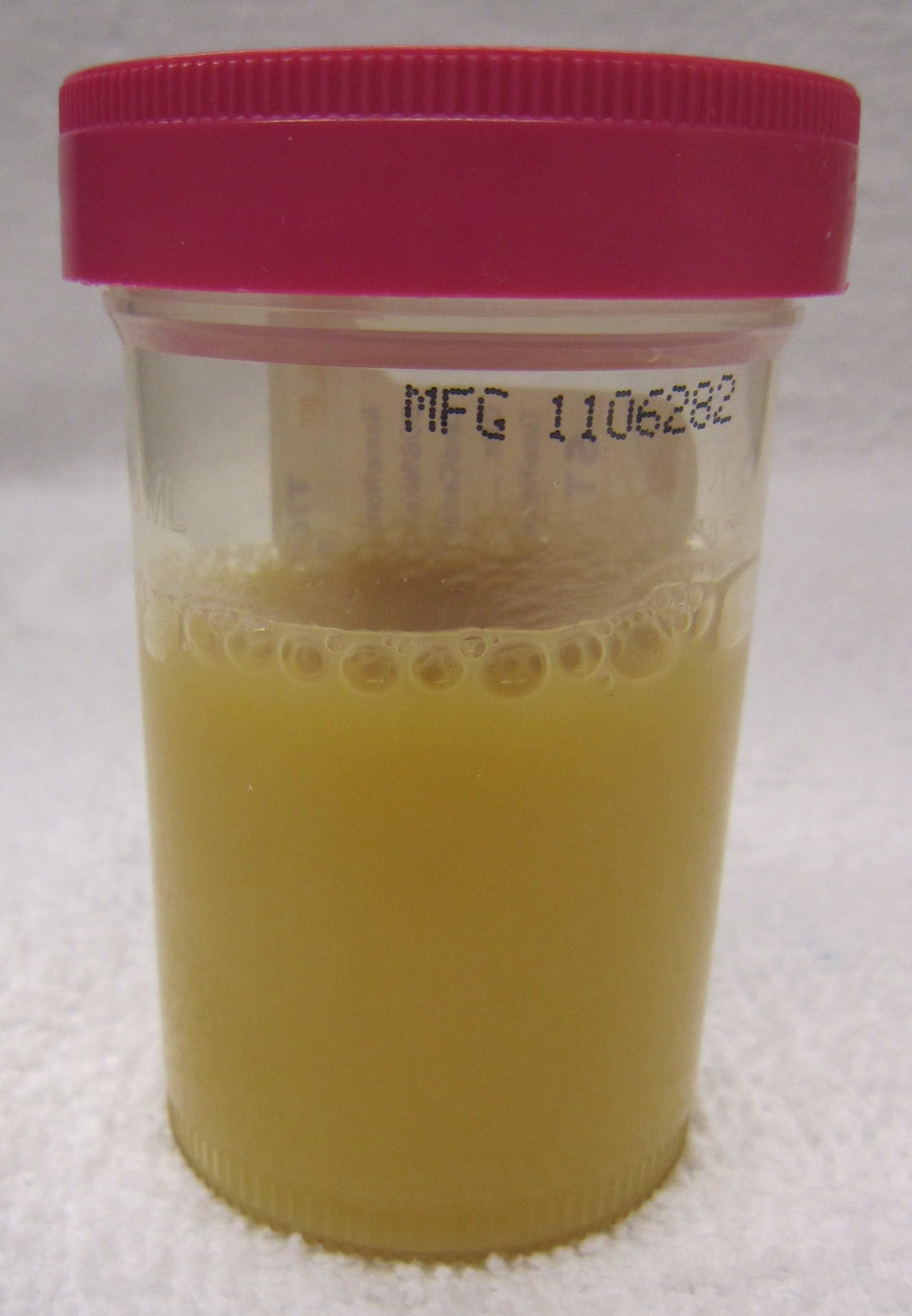
Le urine possono contenere pus (una condizione conosciuta come piuria), come si può vedere in questo campione prelevato da un soggetto con sepsi secondaria a infezione delle vie urinarie

Un'infezione delle vie urinarie inferiori prende anche il nome di cistite o infezione vescicale. In questo caso i più comuni sintomi sono: il bruciore con la minzione e la necessità di urinare frequentemente (pollachiuria), oppure l'urgenza di dover urinare, in assenza di perdite vaginali e di un dolore significativo.
Questi sintomi possono variare da moderati a severi, e in donne precedentemente in buona salute perdurano in media 6-7 giorni. Talvolta il paziente riferisce dolore subito al di sopra dell'osso pubico o nella zona lombare. Chi soffre di un'infezione delle vie urinarie o di pielonefrite può lamentarsi di dolore al fianco, febbre, nausea e vomito, oltre ai classici sintomi di un'infezione delle vie urinarie inferiori. Nei casi più rari l'urina può apparire sanguinosa (condizione nota con il nome di ematuria macroscopica) oppure avere un aspetto visibilmente torbido, con evidente presenza di materiale purulento nelle urine (in questo caso si verifica la condizione nota con il termine di piuria).
Quando le urine contengono del pus (cioè in caso di piuria) è necessario avere presente che questo segno è decisamente più frequente in soggetti con sepsi dovuta a una grave infezione del tratto urinario. Molti autori si riferiscono a questa condizione parlando di urosepsi. Inoltre da un punto di vista pratico, la misura dell'entità della piuria è il mezzo più facilmente disponibile per stabilire la presenza di lesioni nell'organismo ospite, cioè per differenziare la semplice colonizzazione (batteriuria) dall'infezione (una batteriuria cui si associa l'evidenza clinica, immunologica o istologica di lesioni nell'organismo ospite).

### Bambini
Nei bambini piccoli, l'unico sintomo di un'infezione delle vie urinarie (IVU) potrebbe essere la febbre. A causa della mancanza di sintomi più evidenti, quando le femmine di età inferiore ai due anni oppure maschi non circoncisi di meno di un anno di età presentano febbre, molti medici consigliano una coltura delle urine. I neonati possono invece presentare altri sintomi sospetti, come la perdita d'appetito, il vomito, la tendenza a dormire più del normale (letargia), oppure la comparsa di segni d'ittero. Nei bambini più grandi un sintomo sospetto può essere l'insorgenza improvvisa di incontinenza urinaria, cioè di una perdita di controllo della vescica.

### Anziano
Nell'anziano la sintomatologia è spesso lieve e poco appariscente. La presentazione può essere molto vaga e gli unici sintomi caratterizzati da incontinenza urinaria, alterazioni dello stato mentale, oppure un'inspiegabile stanchezza.
Alcuni pazienti anziani si presentano invece per la prima volta al loro medico oppure a una struttura sanitaria già in stato di sepsi, cioè con un'infezione del sangue generalizzata e una risposta infiammatoria di tipo sistemico.
Una corretta diagnosi può essere resa estremamente difficile dal fatto che molti anziani sono già affetti da una preesistente incontinenza (ad esempio per problemi alla prostata) e che un più o meno marcato stato di decadimento cognitivo, talvolta una demenza franca, rende estremamente inaffidabile la raccolta della storia clinica.

## Diagnosi

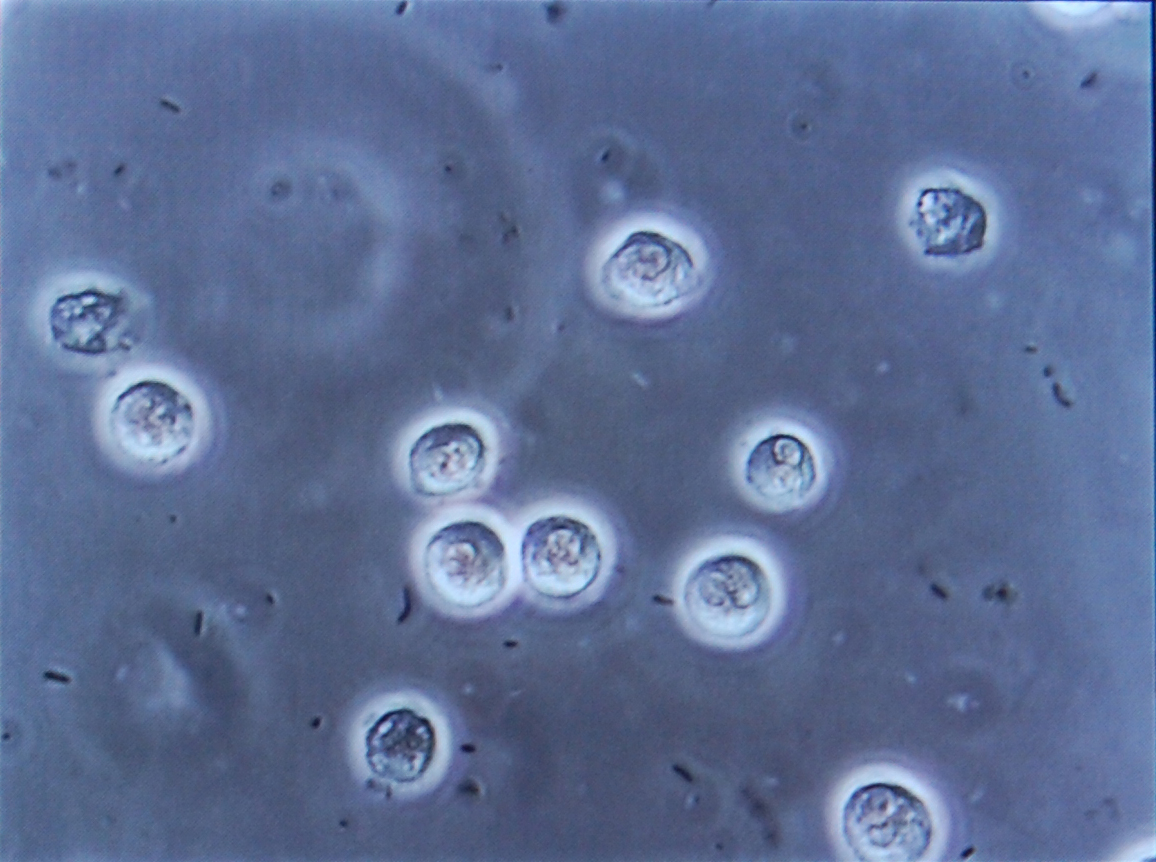
Bacilli (batteri a forma di bastoncello, qui colorati di nero a forma di fagiolo) tra globuli bianchi in una microscopia urinaria. Ciò è indicativo di un'infezione delle vie urinarie.

Numerose società scientifiche raccomandano di eseguire un'urinocoltura con antibiogramma (vale a dire un test in vitro attraverso il quale è possibile stabilire la sensibilità di un batterio a un determinato antibiotico) in ogni paziente nel quale si sospetti un'infezione del tratto urinario. Nella pratica clinica, la diagnosi dei casi più semplici può essere fatta semplicemente basandosi sulla sola sintomatologia, senza ulteriore conferma di laboratorio e il clinico può quindi procedere a prescrivere una terapia antibiotica empirica.
In casi dubbi può risultare più agevole ed efficace, in un'ottica di rapporto costi/benefici, ricorrere all'analisi delle urine, ricercando la presenza di nitriti urinari, globuli bianchi (leucociti), o esterasi leucocitaria (un enzima sintetizzato dai globuli bianchi, noto anche con il nome di elastasi granulocitaria, che degrada le proteine della matrice connettivale) per confermare la diagnosi.

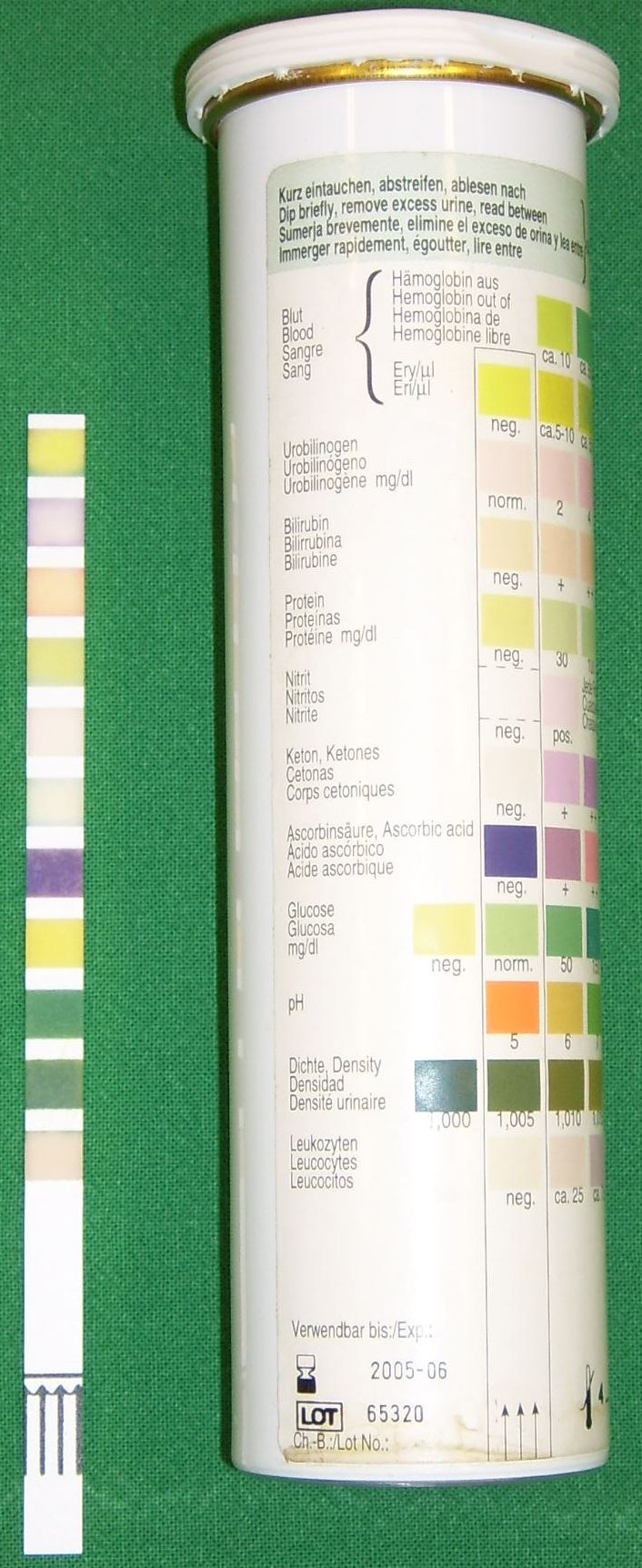
Test delle urine con striscette reattive

Il test dell'esterasi leucocitaria si basa su un semplice esame colorimetrico. La prova può infatti essere effettuata, facilmente e rapidamente, utilizzando delle striscette reattive che, poste a contatto con l'urina, variano il proprio colore in presenza dell'enzima leucocitario. Esiste una scala di lettura basata sulla tonalità di colore assunta dalla striscia reattiva. La tonalità è tanto più scura quanto maggiore è la concentrazione dell'enzima. È anche possibile procedere a un esame microscopico delle urine, grazie al quale si determina la presenza e il numero di globuli rossi, globuli bianchi, o batteri. In presenza di una clinica indicativa se l'esame microscopico delle urine è positivo, cioè se conferma la presenza di piuria, ematuria o batteriuria, nella gran parte dei casi è più che sufficiente per permettere al clinico di procedere con la terapia empirica, omettendo di procedere all'urinocoltura e all'antibiogramma.
L'urinocoltura diviene invece imperativa in tutti quei soggetti in cui la diagnosi resta dubbia, nonostante gli esami già descritti. Minime quantità di batteri possono essere presenti in condizioni 'normali' nel tratto terminale dell'uretra maschile. Se la concentrazione dei batteri (espressa in UFC, acronimo per unità formanti colonie, per millilitro di urine) supera il valore di 100 000 (105) UCF per mL, l'esame è considerato certamente positivo. Valori inferiori a 10 000 UCF (104) per mL fanno considerare l'esame negativo. Valori compresi tra 104 UCF e 105 UCF per mL debbono essere considerati dubbi. Nelle donne, anche in presenza di un primo esame positivo, è bene procedere a un'ulteriore urinocoltura di conferma, data l'estrema facilità di contaminazione del campione.
Queste colture permettono inoltre la valutazione del profilo di sensibilità batterica, in vitro, a diversi tipi di antibiotici. L'esame, chiamato antibiogramma, risulta molto importante per indirizzare il clinico nella scelta del farmaco più efficace. Si ricorda ancora una volta che la diagnosi nel paziente anziano può risultare molto difficile in quanto la clinica non è quasi mai dirimente e i test per le infezioni urinarie non sempre possono essere considerati attendibili, e talvolta portano a diagnosi errate.

### Classificazione
Un'infezione del tratto urinario può coinvolgere il solo tratto urinario inferiore, nel qual caso viene anche chiamata infezione della vescica o cistite. Se l'infezione colpisce altri tratti specifici delle vie urinarie oppure organi in stretta relazione con esse, possiamo trovarci di fronte alle condizioni cliniche note con i termini di uretrite (cioè un'infezione dell'uretra, ovvero della struttura anatomica che permette il passaggio dell'urina dalla vescica all'esterno), prostatite (un'infezione della prostata, cioè di una ghiandola che fa parte dell'apparato riproduttivo maschile, ma è in strettissima relazione con le vie urinarie, a causa del decorso al suo interno dell'uretra prostatica). Quando invece vi è un coinvolgimento del tratto urinario superiore, e in particolare un'infezione focale, in genere coinvolgente uno o più segmenti di rene, con un interessamento microascessuale, a chiazze, oppure a forma di cuneo, si parla di pielonefrite. È anche possibile che nell'urina del paziente venga identificato un numero significativo di batteri, ma il paziente non presenti sintomi. Questa condizione è nota come batteriuria asintomatica.
Nel caso di un'infezione del tratto urinario che veda coinvolto il parenchima renale, oppure in caso di comparsa di infezione in un soggetto di sesso maschile, oppure affetto da diabete mellito, o una donna in stato di gravidanza, o in un soggetto immunocompromesso (affetto da AIDS, una qualche forma tumorale maligna, trapiantato oppure in trattamento con farmaci immunosoppressori), l'infezione deve essere considerata complicata. Al contrario, un'infezione di un soggetto di sesso femminile, sano e in pre-menopausa, deve essere considerata un'infezione semplice o non complicata. Nei bambini un'infezione del tratto urinario che si associa a febbre deve essere ritenuta, fino a prova contraria, un'infezione del tratto urinario superiore, e perciò complicata.

### In età pediatrica
Per poter fare una diagnosi corretta di infezione delle vie urinarie nei bambini, è necessario avere il riscontro di un'urinocoltura positiva. In questa fascia d'età la contaminazione del campione rappresenta una sfida e un problema reale, che richiede un comportamento e una valutazione diversa, a seconda del metodo di raccolta utilizzato.
Nel caso di una raccolta di un campione di urine dal flusso intermedio della minzione si fa riferimento a un "cutoff" di 105 CFU/mL. Nel caso invece di campioni ottenuti mediante prelievo da catetere vescicale il "cutoff" è di 104 CFU/ml. Un "cutoff" ancora più basso e pari a 102 CFU/mL viene utilizzato per un campione ottenuto tramite puntura vescicale sovrapubica, vale a dire un campione prelevato direttamente dalla vescica con un ago inserito per via percutanea al di sopra dell'osso pubico.
Si ricorda che in medicina il "cutoff" è un valore di soglia, in genere minimo, associato a un determinato esame o procedura, tale per cui risultati inferiori al valore di cut-off debbono essere ignorati. Da un punto di vista pratico significa che un'urinocoltura con presenza di 103 CFU/mL in un campione d'urine dal flusso intermedio equivale a un esame negativo, con germi verosimilmente derivanti da contaminazione.
L'uso di "sacche d'urina pediatrica" (sacchetti in materiale plastico, generalmente dotati di un'area autoadesiva con una pellicola protettiva e anelli in gommapiuma o altro materiale da applicarsi sulle aree genitali e adattabili a neonati di entrambi i sessi) per la raccolta dei campioni, è scoraggiato dall'Organizzazione Mondiale della Sanità e da numerose società scientifiche, a causa del tasso elevato di contaminazione. In questi casi nei bambini non addestrati all'uso della toilette è preferibile ricorrere alla cateterizzazione. Alcune società scientifiche, come l'American Academy of Pediatrics, raccomandano di completare lo studio dei piccoli pazienti (meno di due anni di età) che non abbiano ricevuto giovamento da due o tre giorni di adeguata terapia antibiotica con un'ecotomografia renale e una cistouretrografia minzionale. La cistouretrografia minzionale è un particolare tipo di esame radiologico che studia l'uretra e la vescica urinaria (precedentemente riempita con un mezzo di contrasto iodato) attraverso lo scatto di alcune radiografie mentre il paziente urina.
Tuttavia il riscontrare anomalie delle vie urinarie o altri reperti insoliti in questa fascia d'età sfortunatamente non permette al clinico di instaurare alcun trattamento realmente efficace. Per questo motivo altre società scientifiche e organizzazioni, come per esempio il National Institute for Clinical Excellence, raccomanda solo l'imaging di routine nei soggetti con meno di sei mesi d'età con anomalie già note.

### Diagnosi differenziale
Nelle donne con urinocolture negative, i responsabili di gran parte dei sintomi urinari possono essere processi infiammatori a carico del collo dell'utero (cervicite) oppure l'infiammazione della vagina (vaginite). Nella gran parte dei casi gli agenti infettivi che possono essere la causa dell'infezione sono Chlamydia trachomatis, Candida albicans, Trichomonas vaginalis o Neisseria gonorrhoeae. Talvolta gli stessi agenti sono responsabili della sintomatologia manifestata da giovani uomini affetti da uretriti.
La cistite interstiziale (una forma di dolore cronico nella vescica) deve essere considerata tra le diagnosi possibili in soggetti che soffrono di episodi multipli di sintomi di IVU, ma le cui urinocolture restano persistentemente negative e nei quali la sintomatologia non è migliorata dal trattamento antibiotico. Sempre nel sesso femminile è necessario pensare alle comuni infezioni genitali che sono in grado di provocare disuria, in particolare alle vulvovaginiti oppure a malattie trasmesse per via sessuale che interessano la cervice uterina o l'uretra. Oltre ai già citati agenti eziologici questi processi possono essere sostenuti da miceti o agenti virali, in particolare herpes simplex virus.
Negli uomini la prostatite (il processo infiammatorio a carico della prostata) deve rientrare nella diagnosi differenziale.

## Trattamento
Gli antibiotici sono il perno del trattamento. La fenazopiridina viene talvolta prescritta durante i primi giorni, oltre agli antibiotici, per alleviare il dolore urinario, il senso di bruciore e l'urgenza di mingere che spesso viene avvertita durante un'infezione della vescica. Tuttavia questo farmaco non è raccomandato nel trattamento di routine, principalmente a causa dei problemi di sicurezza legati al suo utilizzo. In particolare vi è un rischio elevato di metemoglobinemia (cioè la presenza di metemoglobina nel sangue a concentrazioni superiori rispetto a quelli normali, circa l'1% dell'emoglobina totale). Per il controllo della febbre possono essere utilizzati il paracetamolo (acetaminofene) oppure ibuprofene.
Le donne con episodi ricorrenti di infezioni non complicate delle vie urinarie possono beneficiare di un trattamento gestito autonomamente al verificarsi dei primi sintomi. La consultazione di un medico può rendersi necessaria solo se il trattamento iniziale ha dato esito negativo.

### Infezioni non complicate
Le infezioni non complicate possono essere diagnosticate e trattate sulla base della sola sintomatologia. Gli antibiotici somministrabili per via orale, come il cotrimossazolo (TMP/SMX), le cefalosporine, la nitrofurantoina, oppure un fluorochinolone sostanzialmente riducono il tempo di recupero e hanno un'efficacia equivalente. Un trattamento di tre giorni con trimetoprim, TMP/SMX, oppure un fluorochinolone di solito è sufficiente. La nitrofurantoina può richiedere un periodo di trattamento di 5-7 giorni.
In corso di trattamento, i sintomi dovrebbero migliorare entro 36 ore. Circa il 50% dei pazienti è comunque in grado di riprendersi anche senza trattamento entro pochi giorni o settimane. Alcune società scientifiche, come per esempio la Infectious Diseases Society of America, non raccomandano i fluorochinoloni come primo trattamento per il timore di generare resistenza a questa classe di farmaci. Nonostante questa precauzione, a seguito dell'uso di questi farmaci si è assistito a una certa resistenza. In alcuni paesi il trimetoprim da solo è considerato equivalente al TMP/SMX. I bambini affetti da infezioni semplici delle vie urinarie spesso rispondono a un ciclo antibiotico di soli tre giorni.

### Pielonefriti
La pielonefrite deve essere trattata in modo più aggressivo rispetto a un'infezione semplice della vescica e per un periodo di tempo più lungo, utilizzando antibiotici per via orale o per via endovenosa. Un trattamento di una settimana con ciprofloxacina può essere utilizzato in aree geografiche in cui il tasso di resistenza all'antibiotico è inferiore al 10%.

## Prevenzione
I soggetti che possono ottenere beneficio da misure volte a prevenire le infezioni del tratto urinario sono, in particolare, le donne con frequenti episodi recidivanti di infezioni esogene oppure che si trovino in stato di gravidanza, gli uomini affetti da prostatite batterica cronica o che debbono essere sottoposti a interventi di chirurgia urologica, i pazienti ricoverati che necessitano di un breve periodo di cateterismo vescicale, i soggetti con vescica neurogena che ricorrono a cateterismo intermittente oppure portatori di catetere a permanenza. Tutta una serie di misure precedentemente proposte non sembrano in grado di ridurre o comunque influenzare la frequenza con cui si sviluppa un'infezione delle vie urinarie. Alcune tra queste misure sono: urinare subito dopo il rapporto sessuale, il tipo di biancheria intima usata, i metodi utilizzati per l'igiene personale dopo aver urinato o defecato, o la preferenza di un soggetto a lavarsi tramite una doccia e un bagno completo. Similmente non sembra influire in alcun modo l'abitudine di alcuni soggetti a trattenere lo stimolo della minzione, l'utilizzo di assorbenti o tamponi mestruali e le irrigazioni vaginali.
Alcuni pazienti che presentano frequenti infezioni del tratto urinario utilizzano spermicida oppure un diaframma come metodo di contraccezione: costoro possono avere beneficio nel ricorrere a un metodo contraccettivo alternativo. Il ricorrere a preservativi non trattati con sostanze spermicide, oppure l'utilizzo della pillola anticoncezionale, non aumenta il rischio di infezione non complicata delle vie urinarie.

### Farmaci

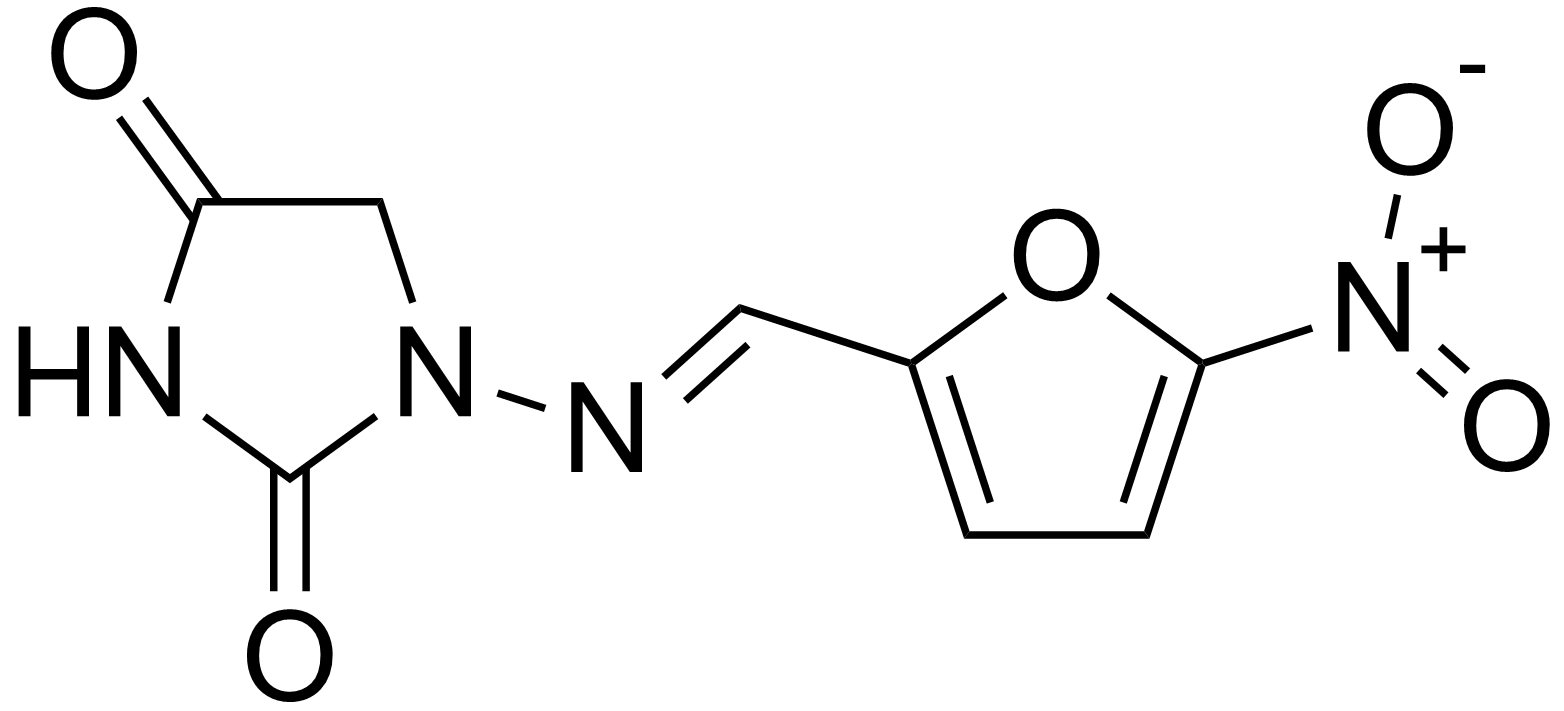
Formula chimica di una molecola di nitrofurantoina

I soggetti con tendenza alle infezioni ricorrenti, cioè tre episodi in un anno oppure due o più episodi nell'arco di sei mesi, così come pazienti che manifestano episodi recidivanti entro 30 giorni dall'interruzione di un precedente trattamento, dovrebbero essere avviati a un trattamento antibiotico profilattico. La profilassi si basa sulla somministrazione di un antibiotico a basso dosaggio, alla sera e prima di mettersi a letto. Tra i farmaci utilizzati più frequentemente per questo scopo vi sono, a titolo d'esempio, la nitrofurantoina al dosaggio di 50 mg, l'associazione trimetoprim/sulfametossazolo al dosaggio di 40 mg oppure una dose di 100 mg del solo trimetoprim, 500 mg di cinoxacina o altro chinolone, 250 mg di cefalexina.
In particolare le donne con tendenza a infezioni recidivanti e una stretta correlazione con il rapporto sessuale, possono beneficiare di un trattamento che prevede l'assunzione di uno dei farmaci citati il mattino successivo a un amplesso (trattamento postcoitale).
L'esametilentetrammina, un antisettico delle vie urinarie prodotto tramite condensazione dell'ammoniaca e della formaldeide, è un altro agente frequentemente usato a scopo profilattico. Assunta per via orale, si decompone a livello della vescica (dove l'acidità è bassa) liberando formaldeide alla quale risultano sensibili gran parte dei batteri, senza che si evidenzi sviluppo di resistenza.
Nelle donne in post-menopausa, è stato proposto l'uso di estrogeni per via topica vaginale al fine di ridurre le recidive.
Al contrario di quanto avviene per le creme, l'uso di ovuli vaginali contenenti estrogeni non si è dimostrato utile come il ricorso ad antibiotici a basso dosaggio.

### Vaccino
A partire dall'anno 2001 è iniziato un approccio alternativo al problema, con lo sviluppo di un certo numero di vaccini prodotti a partire da batteri inattivati o preparati che fanno uso di componenti strutturali di questi microrganismi patogeni. Un vaccino formato da componenti batterici estratti da 18 ceppi di Escherichia coli uropatogeni, si è dimostrato in grado di stimolare il sistema immunitario del corpo attraverso diversi meccanismi. Questo vaccino viene commercializzato nella forma farmaceutica di capsule e viene somministrato per via orale. Questi preparati sembrano in grado di indurre la produzione del fattore di necrosi tumorale alfa (TNF-α), interferone gamma e interleuchine 1 e 6 da parte di monociti presenti nel sangue periferico. Inoltre stimolano i linfociti B alla produzione di anticorpi contro E. coli facilitando l'attività fagocitaria dei macrofagi e delle cellule Natural Killer. I risultati sembrano supportare il ricorso a queste terapie alternative nelle infezioni ricorrenti in donne giovani e in quelle in post-menopausa. L'utilizzo nelle donne gravide, nell'età pediatrica e nei soggetti portatori di catetere vescicale necessita certamente di ulteriori valutazioni e studi.

### Bambini
È stato suggerito che i bambini con infezione delle vie urinarie e reflusso vescico-ureterale dovrebbero ricevere la profilassi antibiotica continua fino all'età di 6-8 anni o fino alla risoluzione del reflusso. La prevenzione di un possibile danno renale (pielonefrite) merita certamente una grande attenzione, ma va ricordato che infezioni ricorrenti del tratto urinario inferiore comportano un basso rischio di danno renale. Se un breve ciclo di antibioticoterapia eradica facilmente la maggior parte di tali infezioni, tuttavia non sortisce alcun effetto sui meccanismi alla base della suscettibilità alla recidiva. Per tale motivo la profilassi antibiotica a lungo termine è indicata unicamente nei bambini ad alto rischio di danni renali. In questi piccoli pazienti la principale conseguenza di infezioni ricorrenti trascurate è la comparsa di cicatrici e fibrosi renale che può portare a ipertensione arteriosa e insufficienza renale. Fortunatamente le IVU ricorrenti sono una causa rara di problemi renali ulteriori se non ci sono anomalie sottostanti delle vie urinarie. Esse risultano la causa di meno di un terzo di punto percentuale (0,33%) della malattia renale cronica nell'adulto.
In ogni caso l'evidenza che un trattamento antibiotico preventivo sia davvero efficace nel diminuire le infezioni del tratto urinario in questa fascia d'età è povera, e molti degli studi pubblicati risultavano mal progettati e con evidenti distorsioni atte a sovrastimare la reale efficacia della terapia.

### Farmaci alternativi
Alcune ricerche suggeriscono che il mirtillo (sia in succo che in capsule) possa diminuire l'incidenza delle infezioni sintomatiche del tratto urinario nelle donne soggette a episodi di IVU ricorrenti. L'efficacia negli altri gruppi di pazienti sembra meno evidente. Una revisione della Cochrane del 2012 basata su 24 ricerche disponibili in letteratura, per un totale di 4 473 partecipanti, ha concluso che un benefico effetto del mirtillo, se esiste, è esiguo, e pertanto il succo di mirtillo non può più essere raccomandato come trattamento preventivo. Un ulteriore problema è rappresentato dalla tolleranza del trattamento a lungo termine in particolare per la comparsa di disturbi gastrointestinali che si verificano in più del 30% dei soggetti in trattamento.
Un modo alternativo per prevenire e limitare le infezioni ricorrenti del tratto urinario nelle donne consiste nel reintegro naturale della flora batterica vaginale. I probiotici sono stati utilizzati allo scopo di ripristinare l'ambiente naturale dei batteri saprofiti vaginali e rendere così più improbabile un'infezione sostenuta da batteri patogeni.

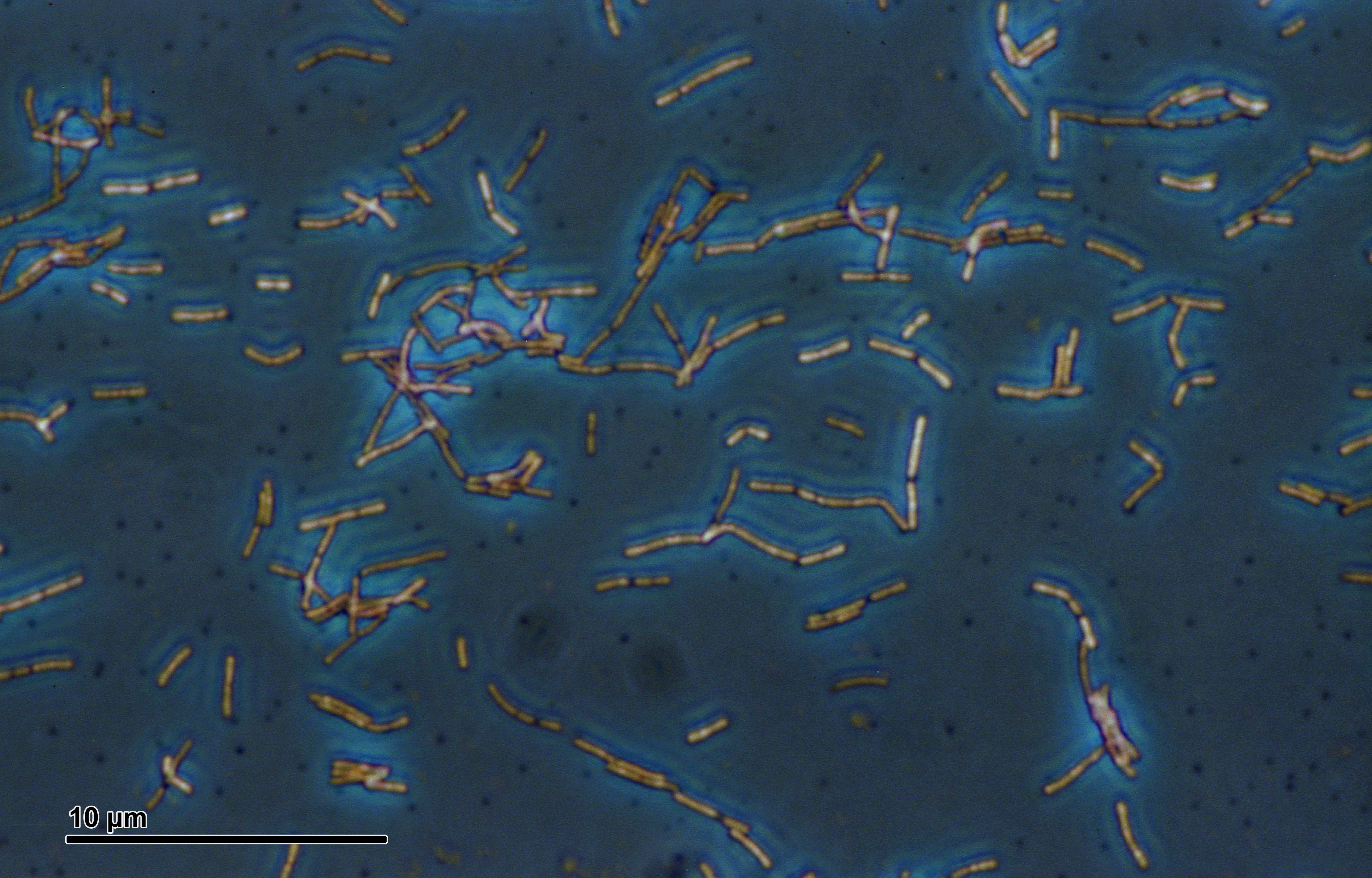
Lactobacillus acidophilus visti al microscopio a contrasto di fase (colorazione di Gram)

In particolare Lactobacillus acidophilus sembra determinare benefiche reazioni antagoniste e cooperative che interferiscono con l'attività di numerosi agenti patogeni, sia tramite un'azione di esclusione competitiva, sia tramite la produzione di sostanze inibenti, tra cui le batteriocine. Alcuni studi indicano che una terapia settimanale con lactobacilli per via intravaginale è in grado di ridurre le recidive di infezioni non complicate delle basse vie urinarie nelle donne. L'impiego di ceppi resistenti al nonoxinolo-9, spermicida, troverebbe inoltre una particolare indicazione nelle donne con cistiti ricorrenti legate a questo agente contraccettivo.
Ancora nel 2012, nonostante i tassi di guarigione vantati da alcuni studi, i pochi dati disponibili sull'uso dei probiotici nelle infezioni delle vie urinarie precludono raccomandazioni definitive. Ulteriori ricerche e studi con popolazioni più ampie, comprendenti diversi tipi di ceppi di lattobacilli, e la ricerca di dosaggi ottimali sono necessari per stabilire una gestione ottimale e il migliore veicolo di somministrazione.

## Gravidanza
Durante la gravidanza, le infezioni delle vie urinarie possono destare maggior preoccupazione poiché risulta maggiore il rischio di un coinvolgimento renale. Infatti, durante il periodo di gestazione, gli elevati livelli di progesterone aumentano la possibilità che ci sia una diminuzione del tono muscolare degli ureteri e della vescica, il che comporta una maggiore probabilità di reflusso verso i reni. Malgrado il fatto che le donne in gravidanza non presentino un aumento del rischio di batteriuria asintomatica, se è presente batteriuria hanno una probabilità del 25-40% di andare incontro a un'infezione renale. Così, se il test delle urine mostra segni di un'infezione, anche in assenza di sintomi, viene raccomandato un trattamento. La cefalexina o la nitrofurantoina sono farmaci tipicamente utilizzati in questi casi, poiché ritenuti sicuri in gravidanza. Un'infezione renale durante la gravidanza può causare un parto prematuro o pre-eclampsia (uno stato di alta pressione sanguigna e disfunzioni renali durante la gestazione che può portare a crisi epilettiche).